# Liste der Kulturdenkmale in Esgrus
In der Liste der Kulturdenkmale in Esgrus sind alle Kulturdenkmale der schleswig-holsteinischen Gemeinde Esgrus (Kreis Schleswig-Flensburg) und ihrer Ortsteile aufgelistet (Stand: 14. April 2025).
Die Bodendenkmale sind in der Liste der Bodendenkmale in Esgrus aufgeführt.

## Legende
In den Spalten befinden sich folgende Informationen:
- Objekt-ID: die Nummer des Kulturdenkmales
- Lage: die Adresse des Kulturdenkmales und die geographischen Koordinaten. Kartenansicht, um Koordinaten zu setzen. In der Kartenansicht sind Kulturdenkmale ohne Koordinaten mit einem roten Marker dargestellt und können in der Karte gesetzt werden. Kulturdenkmale ohne Bild sind mit einem blauen Marker gekennzeichnet, Kulturdenkmale mit Bild mit einem grünen Marker.
- Offizielle Bezeichnung: Bezeichnung des Kulturdenkmales
- Beschreibung: die Beschreibung des Kulturdenkmales
- Bild: ein Bild des Kulturdenkmales

## Sachgesamtheiten
| Objekt-ID      | Lage                                        | Offizielle Bezeichnung    | Beschreibung | Bild                             |
| -------------- | ------------------------------------------- | ------------------------- | --- | -------------------------------- |
| 40912 Wikidata | An der Kirche (54° 43′ 23″ N, 9° 46′ 51″ O) | Kirche St. Marien         | Aktualisierung vorgesehen - Begründung: geschichtlich, künstlerisch, städtebaulich, Kulturlandschaft prägend - Schutzumfang: Kirche St. Marien mit Ausstattung, Kirchhof, Grabmale bis 1870, Feldstein-Böschungsmauer mit Hecke, Baumkranz, vier Kirchhofspforten mit Mauerpfeilern | weitere Fotos \| Fotos hochladen |
| 46476 Wikidata | Tollschlag 2 (54° 42′ 42″ N, 9° 48′ 37″ O)  | Dreiseithof Tollschlag    | Dreiseithof Tollschlag; 19. Jh, 1942; nach Brand des Vorgängerbau errichtetes Wohnhaus mit zwei älteren hofplatzbildenden Wirtschaftsgebäuden, als Dreiseithof gruppierte Rotsteinbauten mit Zufahrtsallee (Linden), Hofteich und Eiche mit Rasenrondell - Begründung: geschichtlich, Kulturlandschaft prägend - Schutzumfang: Wohnhaus mit Hofteich, Zufahrtsallee (Linden), Eiche mit Rasenrondell; westliches und östliches Wirtschaftsgebäude | BW                               |
| 55115          | Wippendorf 30 (54° 42′ 39″ N, 9° 49′ 51″ O) | Dreiseithof Wippendorf 30 | Dreiseithof; 1838, 1870, 1894, 1938; spiegelsymmetrische Hofanlage aus Wohnhaus, eingeschossiger Massivbau mit schiefergedecktem Satteldach, Zwerchhaus und Putzgliederung sowie westlich und östlich den Hof flankierenden Ziegelbauten: zwei kleineren eingeschossigen Wirtschaftsgebäuden mit Satteldach und Ladeluke sowie zwei großen zweigeschossigen Scheunen mit Lisenen und Satteldach - Begründung: geschichtlich, städtebaulich, Kulturlandschaft prägend - Schutzumfang: Wohnhaus, westliches Wirtschaftsgebäude, östliches Wirtschaftsgebäude, westliche Scheune, östliche Scheune | BW                               |

## Bauliche Anlagen
| Objekt-ID      | Lage                                           | Offizielle Bezeichnung            | Beschreibung | Bild                             |
| -------------- | ---------------------------------------------- | --------------------------------- | --- | -------------------------------- |
| 3999 Wikidata  | (54° 43′ 23″ N, 9° 46′ 51″ O)                  | Kirche St. Marien mit Ausstattung | Alteintragung (Aktualisierung vorgesehen) - Begründung: geschichtlich, künstlerisch, städtebaulich - Schutzumfang: gesamtes Objekt - Denkmaltyp: Bauliche Anlage, Sachgesamtheit: Kirche St. Marien | weitere Fotos \| Fotos hochladen |
| 470 Wikidata   | Brunsholmhof (54° 41′ 39″ N, 9° 47′ 34″ O)     | Gutsanlage: Herrenhaus            | Alteintragung (Aktualisierung vorgesehen) - Begründung: geschichtlich, künstlerisch, Kulturlandschaft prägend - Schutzumfang: Alteintragung (Aktualisierung vorgesehen) - Denkmaltyp: Bauliche Anlage | weitere Fotos \| Fotos hochladen |
| 8785 Wikidata  | Brunsholmhof (54° 41′ 39″ N, 9° 47′ 33″ O)     | Brunsholmhof: Verwalterhaus       | Alteintragung (Aktualisierung vorgesehen) - Begründung: Alteintragung (Aktualisierung vorgesehen) - Schutzumfang: Alteintragung (Aktualisierung vorgesehen) - Denkmaltyp: Bauliche Anlage | weitere Fotos \| Fotos hochladen |
| 8786 Wikidata  | Brunsholmhof (54° 41′ 38″ N, 9° 47′ 35″ O)     | Gutsanlage: Stall/Scheune (1)     | Alteintragung (Aktualisierung vorgesehen) - Begründung: Alteintragung (Aktualisierung vorgesehen) - Schutzumfang: Alteintragung (Aktualisierung vorgesehen) - Denkmaltyp: Bauliche Anlage | weitere Fotos \| Fotos hochladen |
| 8787 Wikidata  | Brunsholmhof (54° 41′ 40″ N, 9° 47′ 35″ O)     | Gutsanlage: Stall/Scheune (2)     | Alteintragung (Aktualisierung vorgesehen) - Begründung: Alteintragung (Aktualisierung vorgesehen) - Schutzumfang: Alteintragung (Aktualisierung vorgesehen) - Denkmaltyp: Bauliche Anlage | weitere Fotos \| Fotos hochladen |
| 8788 Wikidata  | Brunsholmhof (54° 41′ 40″ N, 9° 47′ 33″ O)     | Gutsanlage: Stall/Scheune (3)     | Alteintragung (Aktualisierung vorgesehen) - Begründung: Alteintragung (Aktualisierung vorgesehen) - Schutzumfang: Alteintragung (Aktualisierung vorgesehen) - Denkmaltyp: Bauliche Anlage | BW                               |
| 43671 Wikidata | Esgrusschauby 9 (54° 43′ 4″ N, 9° 47′ 37″ O)   | Wohnhaus                          | Wohnhaus; 1903; eingeschossiger späthistoristischer Backsteinbau über fünf Achsen mit schiefergedecktem Satteldach und Drempel, die nördlichen zwei Achsen risalitartig vorgezogen und firsthoch übergiebelt, mit Freigespärre, Fassadengliederung durch Putzelemente - Begründung: geschichtlich, Kulturlandschaft prägend - Schutzumfang: gesamtes Objekt - Denkmaltyp: Bauliche Anlage | BW                               |
| 36142          | Esgrusschauby 35 (54° 42′ 38″ N, 9° 47′ 25″ O) | Wohnhaus                          | Wohnhaus; 1840; eingeschossiger traufständiger Backsteinbau auf Granitquadersockel mit reetgedecktem Halbwalmdach und Knüppelfirst, Wohnhaus eines historischen Dreiseithofes, Mitteleingang mit zweiflügeliger Holzfüllungstür - Begründung: geschichtlich, Kulturlandschaft prägend - Schutzumfang: gesamtes Objekt - Denkmaltyp: Bauliche Anlage | BW                               |
| 1217 Wikidata  | Frauenhof 1 (54° 41′ 34″ N, 9° 49′ 1″ O)       | Herrenhaus                        | Alteintragung (Aktualisierung vorgesehen) - Begründung: geschichtlich, Kulturlandschaft prägend - Schutzumfang: Alteintragung (Aktualisierung vorgesehen) - Denkmaltyp: Bauliche Anlage | weitere Fotos \| Fotos hochladen |
| 1218 Wikidata  | Frauenhof 1 (54° 41′ 35″ N, 9° 49′ 4″ O)       | Torhaus                           | Alteintragung (Aktualisierung vorgesehen) - Begründung: Alteintragung (Aktualisierung vorgesehen) - Schutzumfang: Alteintragung (Aktualisierung vorgesehen) - Denkmaltyp: Bauliche Anlage | weitere Fotos \| Fotos hochladen |
| 7497 Wikidata  | Tollschlag 2 (54° 42′ 49″ N, 9° 48′ 41″ O)     | Wohnhaus                          | Wohnhaus; 1941; nach Brand des Vorgängerbaus neu errichtetes Haupthaus einer Dreiseithofanlage, eingeschossiger Backsteinbau auf hohem Bruchsteinsockel mit pfannengedecktem Halbwalmdach, an beiden Längsseiten mittig firsthoher Frontgiebel über drei Achsen mit Satteldach, hofseitig Mitteleingang und Freitreppe, nach Westen zurückgesetzter flachgedeckter Anbau, mit der Zufahrtsallee von Westen, dem Hofteich und einer Eiche mit Rasenrondell - Begründung: geschichtlich, Kulturlandschaft prägend - Schutzumfang: Wohnhaus, Hofteich, Zufahrtsallee (Linden), Eiche mit Rasenrondell - Denkmaltyp: Bauliche Anlage, Sachgesamtheit: Dreiseithof Tollschlag | BW                               |
| 36172          | Wippendorf 30 (54° 42′ 40″ N, 9° 49′ 51″ O)    | Wohnhaus                          | Wohnhaus; 1870; eingeschossiger, traufständiger, neunachsiger Ziegelmassivbau mit schiefergedecktem Satteldach, die mittleren drei Achsen leicht vorgezogen und firsthoch übergiebelt mit Giebelzier, feingliedrige Putzgliederung an Front- und beiden Giebelseiten - Begründung: geschichtlich, städtebaulich, Kulturlandschaft prägend - Schutzumfang: Wohnhaus, - Denkmaltyp: Bauliche Anlage, Sachgesamtheit: Dreiseithof Wippendorf 30 | BW                               |
| 36178          | Wippendorf 42 (54° 42′ 33″ N, 9° 49′ 36″ O)    | Wohnhaus                          | Wohnhaus; 1783; eingeschossiger Fachwerkbau mit rotem Backsteinausfachungen, reetgedecktes Halbwalmdach mit Knüppelfirst, Eingang außermittig an Traufseite; FachwerkStallgebäude mit Reetdeckung - Begründung: geschichtlich, Kulturlandschaft prägend - Schutzumfang: Wohnhaus, Stallgebäude - Denkmaltyp: Bauliche Anlage | BW                               |

## Gründenkmale
| Objekt-ID      | Lage                                        | Offizielle Bezeichnung            | Beschreibung | Bild            |
| -------------- | ------------------------------------------- | --------------------------------- | --- | --------------- |
| 23130 Wikidata | An der Kirche (54° 43′ 24″ N, 9° 46′ 50″ O) | Kirchhof                          | Alteintragung (Aktualisierung vorgesehen) - Begründung: geschichtlich, Kulturlandschaft prägend - Schutzumfang: Kirchhof, Grabmale bis 1870, Feldstein-Böschungsmauer mit Hecke, Baumkranz, vier Kirchhofspforten mit Mauerpfeilern - Denkmaltyp: Gründenkmal, Sachgesamtheit: Kirche St. Marien | Fotos hochladen |
| 1219 Wikidata  | Frauenhof 1 (54° 41′ 36″ N, 9° 49′ 12″ O)   | Zufahrtsallee (Linden, Kastanien) | Alteintragung (Aktualisierung vorgesehen) - Begründung: geschichtlich, künstlerisch, Kulturlandschaft prägend - Schutzumfang: gesamtes Objekt - Denkmaltyp: Gründenkmal | Fotos hochladen |
| 9831 Wikidata  | Frauenhof 1 (54° 41′ 35″ N, 9° 49′ 0″ O)    | Lindenreihe vor dem Herrenhaus    | Alteintragung (Aktualisierung vorgesehen) - Begründung: geschichtlich, Kulturlandschaft prägend - Schutzumfang: gesamtes Objekt - Denkmaltyp: Gründenkmal | Fotos hochladen |

## Quelle
- Liste der Kulturdenkmale in Schleswig-Holstein – Kreis Schleswig-Flensburg

- Karte mit allen Koordinaten:
- OSM |
- WikiMap